# East Boston
East Boston est un quartier de la ville de Boston, dans l'État du Massachusetts, aux États-Unis. Le quartier a été créé par la connexion de plusieurs îles en utilisant la décharge, et a été annexé par Boston en 1836.Il est séparé du reste de la cité par le port de Boston. Il est bordé par les villes de Winthrop, Revere et Chelsea. L'aéroport international Logan de Boston se trouve dans le quartier d'East Boston. Le quartier a longtemps fourni un point d'entrée pour les derniers immigrants irlandais, juifs russes, puis les Italiens qui furent en alternance le groupe dominant. Des années 1990 jusqu'au début du millénaire, les immigrants latino-américains se sont installés à East Boston. Au cours des dernières années[Depuis quand ?], East Boston est devenue le territoire d'une vague de yuppies qui cherchent des résidence à Boston en copropriété récemment rénovées dans Jeffries Point, Maverick Square, et sur le front de mer dans le district historique d'Eagle Hill.
Le Madonna Shrine à East Boston est le siège principal américain pour l'ordre de Don Orione. La grande statue de la Madonna de Arrigo Minerbi est une copie de celle du Don Orione à Monte Mario, Rome.

## Histoire

### Origine d'East Boston
Le quartier d'East Boston était à l'origine composé de six îles : Noddle's Island (en), Orient Heights (en), Breed's, Governors Island, Bird Island et Apple Island (en), qui ont été réunies grâce à des enfouissements de matériaux, les trois derniers dans le cadre de l'extension de l'aéroport international Logan pendant la Seconde Guerre mondiale. 
En 1801, William H. Sumner avait proposé au gouvernement fédéral des États-Unis de créer une barrière de péage pour se rendre de Salem à Boston par l'île Noddle, peu développée. Il a fait valoir que le tracé par cette île serait plus direct et plus facile pour que le quartier se développe.

### Formation de laEast Boston Company
Sumner a fait l'acquisition de l'ensemble de l'île de Noddle après la mort du colonel David Stoddard Greenough, qui avait été un résistant de longue date contre cette vente. En 1836, Sumner hasard[Quoi ?] épousé la veuve de Greenough, Maria Foster Doane. Avec l'aide de ses nouveaux partenaires d'affaires, Steven Blanc et Francis J. Oliver, il achète le terrain pour 32 500 dollars. Par cet achat Sumner a pris le contrôle de la moitié de l'île. Par la suite en février 1832, les partenaires ont formé la East Boston Company. Ils ont déclaré que leur partie de l'île devait être divisée en 666 parts et qu'elle serait gérée par un conseil d'administration. Établir des moyens de transport de la région est impératif et ils établissent une ligne de chemin de fer de Boston à Salem sur l'île. Ils voulaient également mettre en place un système de ferry de Boston. À la fin de 1833, la East Boston Company a un contrôle complet sur l'ensemble de l'île.

### Raccordement avec la ville

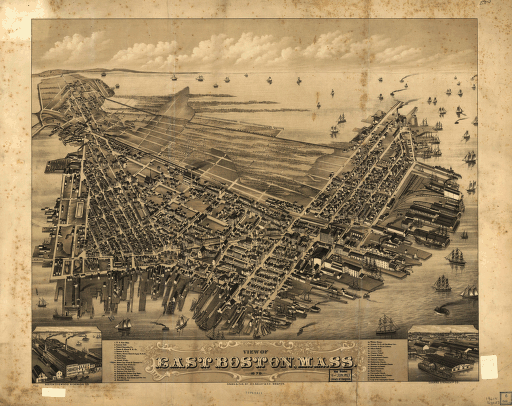
East Boston en 1879

Dans les années 1830, le plus grand problème de Boston pour prospérer est le transport. La East Boston Company pense que le quartier ne peut prospérer ce si les gens ont un moyen d'atteindre la partie continentale de Boston. Comme solution temporaire, ils ont créé un bateau à roues à aubes pour transporter une quinzaine de personnes entre Boston et le quartier. 
Le système de chemin de fer à vapeur est encore à ses balbutiements, et la Boston Company East est approchée par un inventeur d'un nouveau type de système ferroviaire, le chemin de fer à suspension. Ce système est l'un des premiers chemins de fer en suspension à construire. Les voitures de chemin de fer sont propulsées par un moteur à vapeur suspendu à une piste. 
Au milieu des années 1830, la société réalise des investissements pour favoriser l'expansion de East Boston. Ils continuent à se battre pour que le chemin de fer de l'Est (l'Eastern Railroad reliant Boston à Portland) passe par East Boston. Le pont de Chelsea est construit, les routes sont aménagées et des maisons sont construites. Une grande partie de cette activité est stimulée par la formation de la Lumber Company East Boston. Pendant cette période, la raffinerie de sucre de Boston est également fondée, c'est le premier établissement de fabrication dans l'Est de Boston. Ils créent le sucre blanc cristallisé.

### La Famille Kennedy
La Famille Kennedy a vécu à Meridian Street dans ce qui est maintenant une petite maison coincée entre un marché hispanique et quincaillerie proche de la Boston Public Library. La famille a ensuite déménagé dans une maison plus grande sur Monmouth Street. Le succès de Joseph Patrick Kennedy lui a permis d'acheter une maison pour son fils, Joseph et une autre pour ses deux filles à Jeffries Point.
En 1954, John Fitzgerald Kennedy a défilé dans East Boston avec sa femme, Jackie, en prévision de sa campagne pour briguer la présidence des États-Unis pour obtenir les votes du quartier. Dans une photographie célèbre, Kennedy est représenté marchant dans la rue en direction de Chelsea Maverick Square, saluant la foule devant Santarpio Pizza. Il a remporté l'élection de 1960 et est devenu le 35e président des États-Unis.
À de nombreuses reprises, le sénateur Edward Moore Kennedy a mentionné que ses racines familiales sont ancrées à East Boston au long de sa carrière au Sénat des États-Unis.

## Démographie
East Boston est maintenant constitué d'un grand nombre de personnes d'origines ethniques diverses, reflétant les vagues constantes d'immigrants de partout dans le monde. Au Recensement de 2010 la population du quartier s'élevait à 40 508 habitants contre 38 413 au Recensement de 2000 soit une augmentation de 5,5 %. East Boston est composé de 52,9 % d'Hispaniques, 37,2 % de Blancs, 3,2 % d'Asiatiques, 3,5 % de Noirs et 3,3 % d'autres. Contrairement à d'autres communautés hispaniques dans la ville, qui en moyenne sont presque exclusivement portoricaine (Boricua) ou dominicaine, East Boston a une communauté hispanique très diversifiée avec des immigrants de divers pays d'Amérique latine comme les salvadorien. East Boston est parfois considéré comme le cœur de la communauté hispanique de la ville en raison de sa forte concentration d'Hispaniques par rapport aux autres quartiers de la ville.
Le revenu moyen en 2009 s'élevait à 43 511 dollars, avec 8,1 % de la population ayant un revenu inférieur à10 000 dollars et 8,2 % compris entre 10 000 et 10 000 dollars.

## Transports
Les transports ont longtemps joué un rôle dans la formation de East Boston. Les plus beaux clippers du monde ont été construits au chantier naval appartenant à Donald McKay dans le milieu du XIXe siècle. Un tunnel de métro reliant le quartier au reste de la ville a ouvert en 1904 et a été le premier tunnel sous-marin de ce type aux États-Unis. Des rangées de maisons ont été démolies pour construire les tunnels routiers Sumner (1934) et Callahan (1961), reliant directement le quartier au centre-ville de Boston. Un aérodrome a été construit au début des années 1920, qui a finalement agrandi pour devenir l'aéroport international de Boston-Logan. L'extrémité orientale de l'Interstate 90 rejoint la route 1A à côté de l'aéroport Logan depuis 2003, et la plus récente Ted Williams Tunnel (1995) relie I-90 à partir de East Boston au reste de la ville.

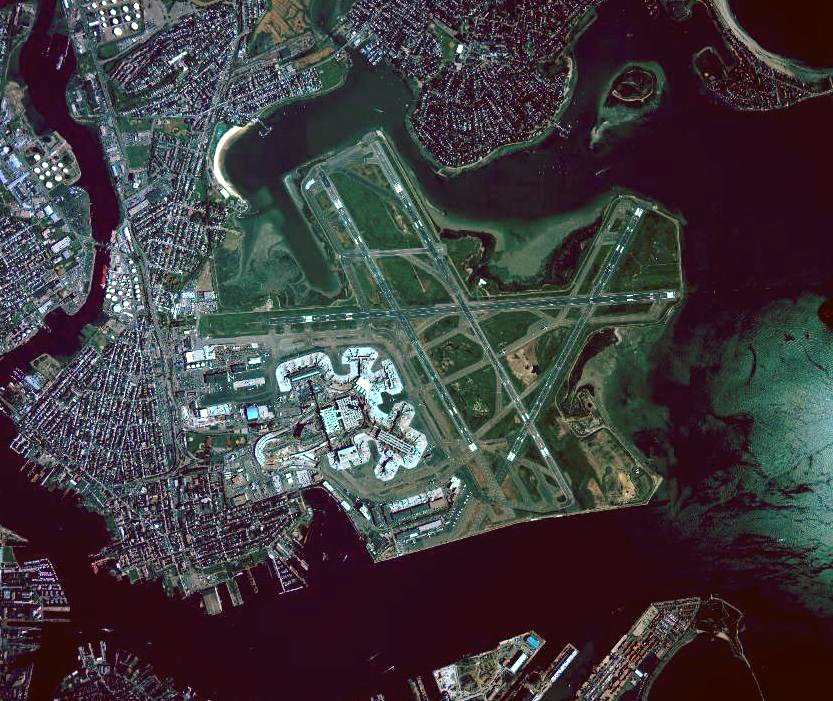
Vue aérienne de l'aéroport international Logan.
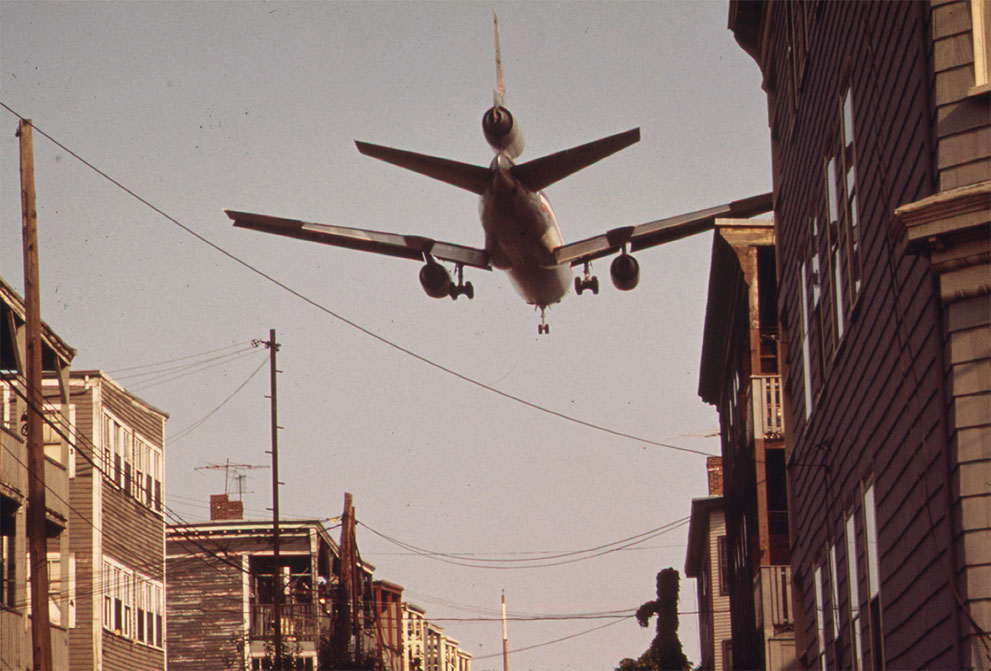
Un McDonnell Douglas DC-10 atterrissant sur l'aéroport Logan, au-dessus de la rue Neptune, à EastBoston. Les maisons bordant la voie seront rachetées par le Massachusetts Port Authority, et toutes démolies. Photo mai 1973.
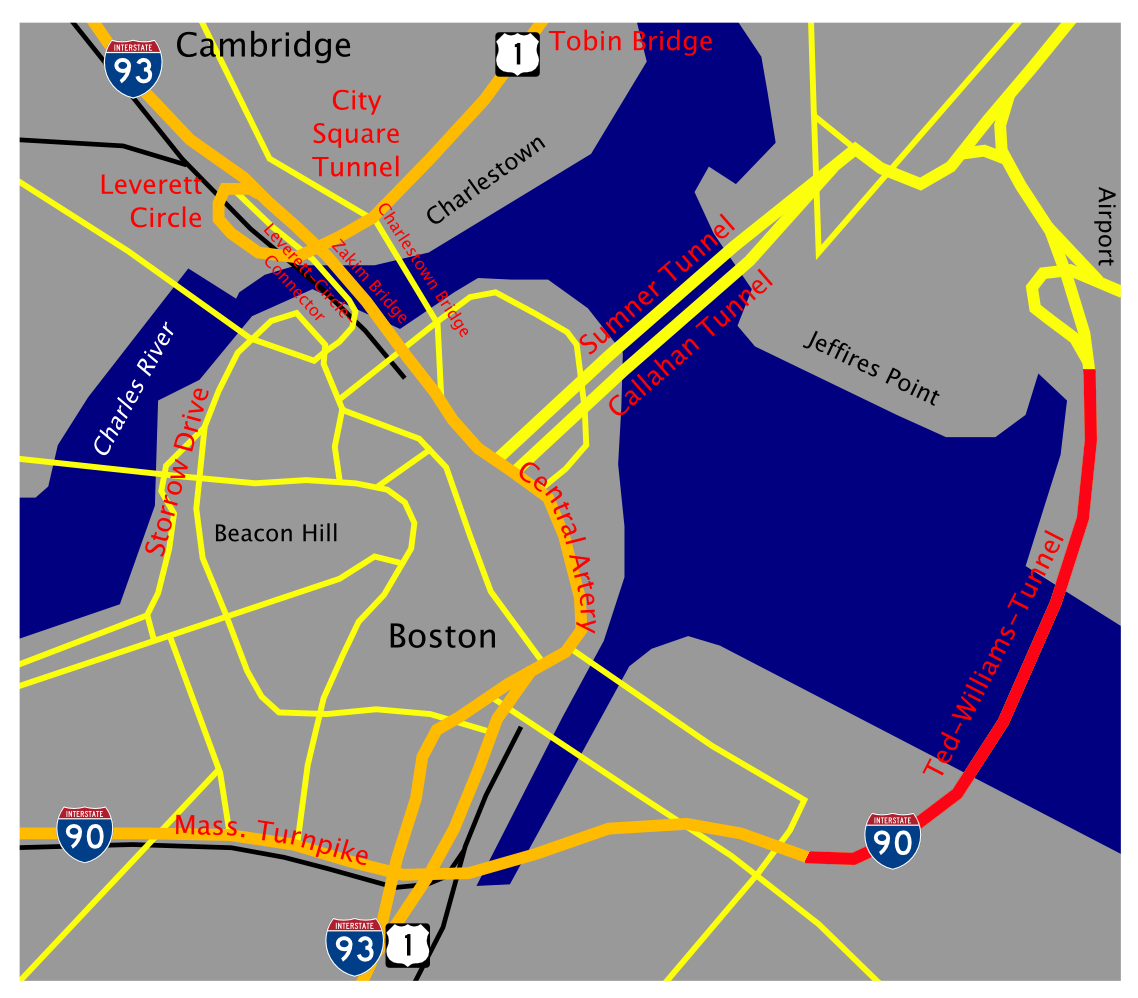
Tunnels Ted Williams, Sumner et Callahan.

## Sites historiques

### Landmarks
East Boston a huit sites classés au Registre national des lieux historiques (NRHP).
- Donald McKay House (en) est une ancienne maison sise 78-80 White Street. C'était la résidence de Donald McKay, constructeur naval. Elle est inscrite au NRHP sous le numéro 8200445 le 2 juin 1982.
- Nantucket (LV-112) est un bateau-phare américain qui signalait les hauts-fonds de Nantucket, au large des côtes du Massachusetts. C'était le dernier bateau-phare en service et l'un des deux derniers à pouvoir se déplacer par ses propres moyens[3]. Il est classé NRHP en 1989[4].
- Trinity Neighborhood House est une ancienne maison en briques située 406 Meridian Street dans le district de Eagle Hill inclus dans East Boston. Elle est inscrite au NRHP sous le numéro 92000356 le 14 avril 1992.
- Eagle Hill Historic District (en) est un quartier historique plus ou moins délimité par Border, Lexington, Trenton, et Falcon Streets. Il est inscrit au NRHP sous le numéro 98000149 le 26 février 1998.
- Baker Congregational Church (en) est une église congrégationaliste historique sise 760 Saratoga Street édifiée en 1834. Elle est inscrite au NRHP sous le numéro 98001381 le 19 novembre 1998.
- Bennington Street Burying Ground (en) est un cimetière situé Bennington Street, entre Swift Street et Harmony Street datant de 1838[5]. le joueur professionnel de baseball Red Woodhead y est enterré en 1881. Il est inscrit au NRHP sous le numéro 02000548 le 22 mai 2002.
- Old East Boston High School (en) (aussi connu sous le nom de Joseph H. Barnes School) est une école située 127 Marion Street. cette école de style renaissance a été construite en 1901 par John Lymon Faxon and Charles Reggio Greco. Elle est inscrite au NRHP sous le numéro 06000127 le 15 mars 2006.
- Temple Ohabei Shalom Cemetery (en) est un cimetière juif au 147 Wordsworth Street utilisé à partir de 1844 (c'est le premier cimetière juif de l'état). Il est inscrit au NRHP sous le numéro 08000795 le 19 août 2008.

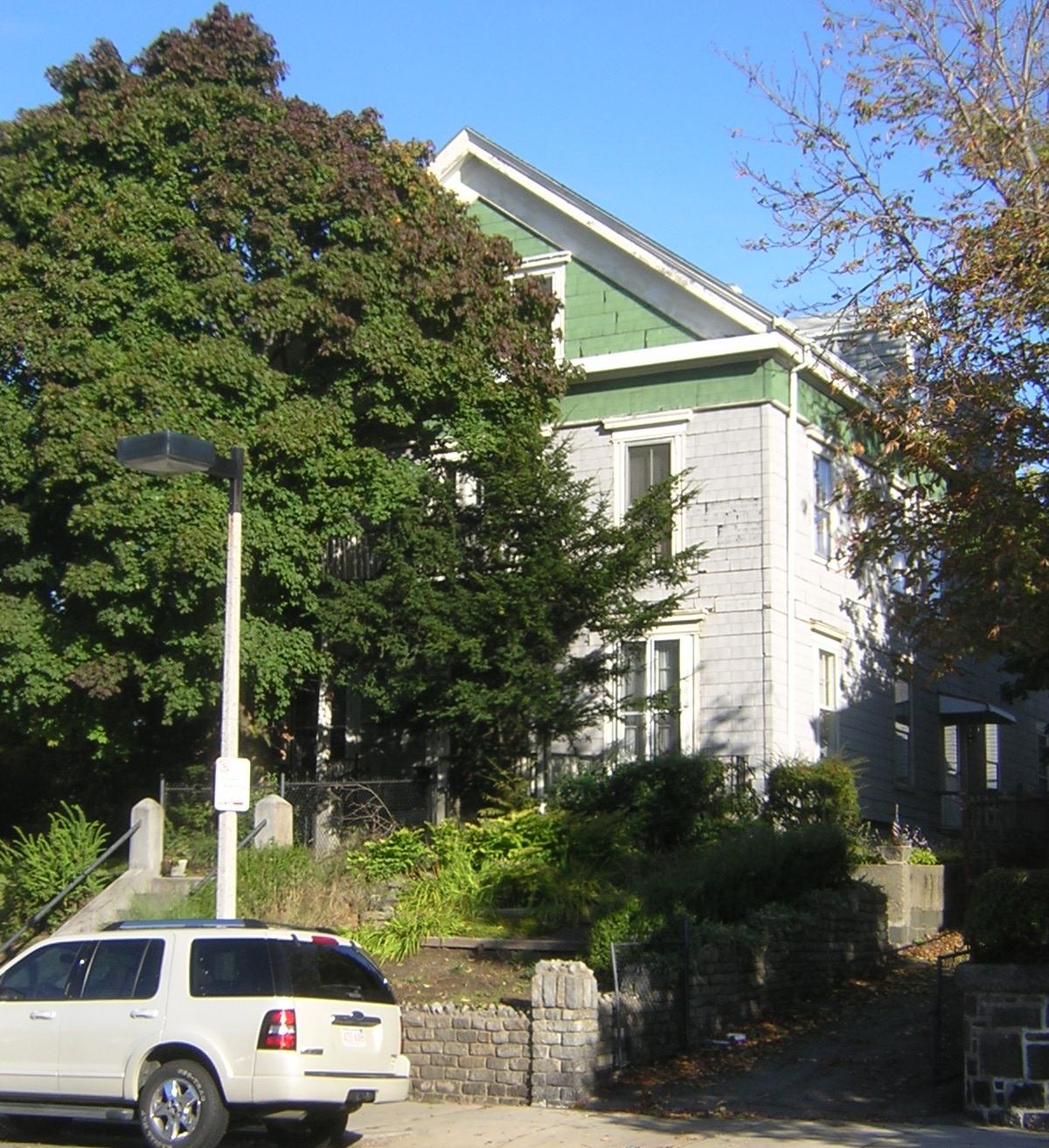
Donald McKay House
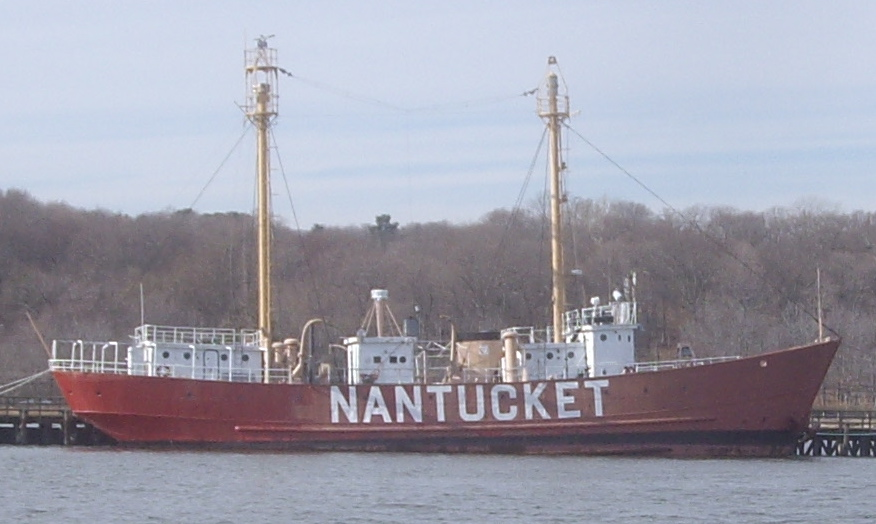
Nantucket (LV-112)
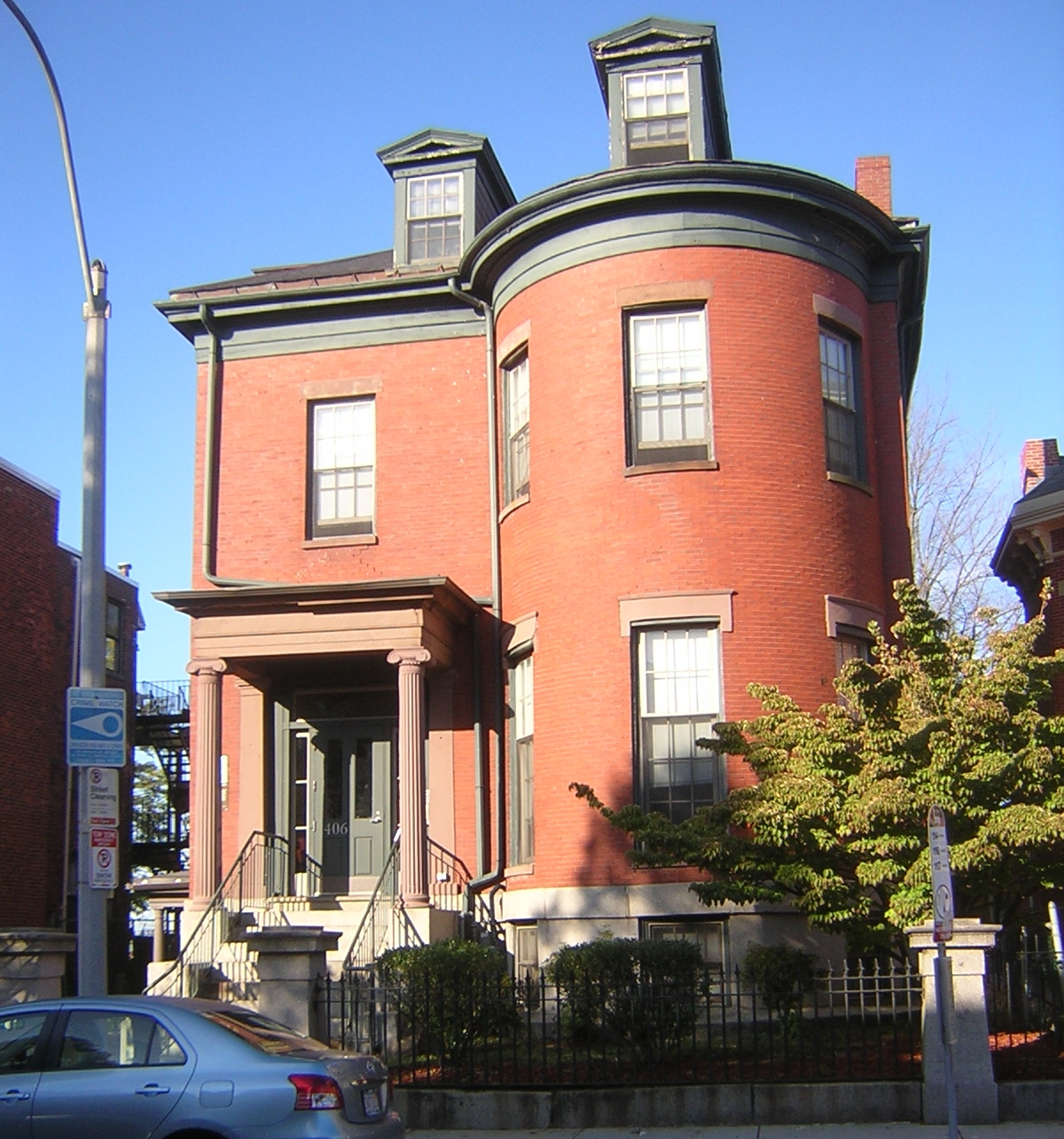
Trinity Neighborhood House
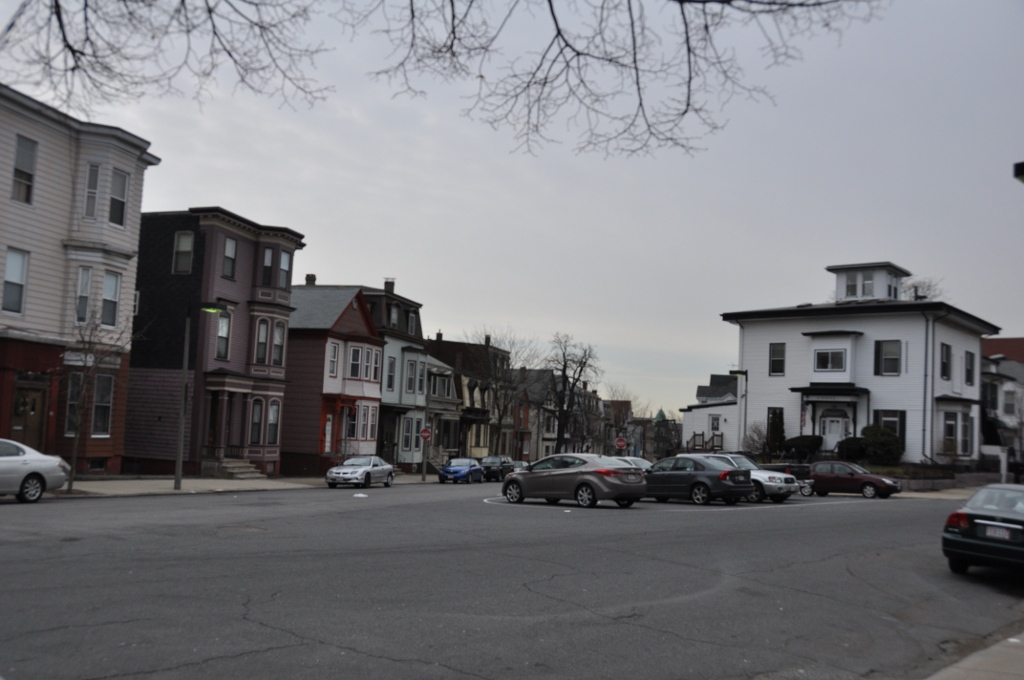
Eagle Hill Historic District
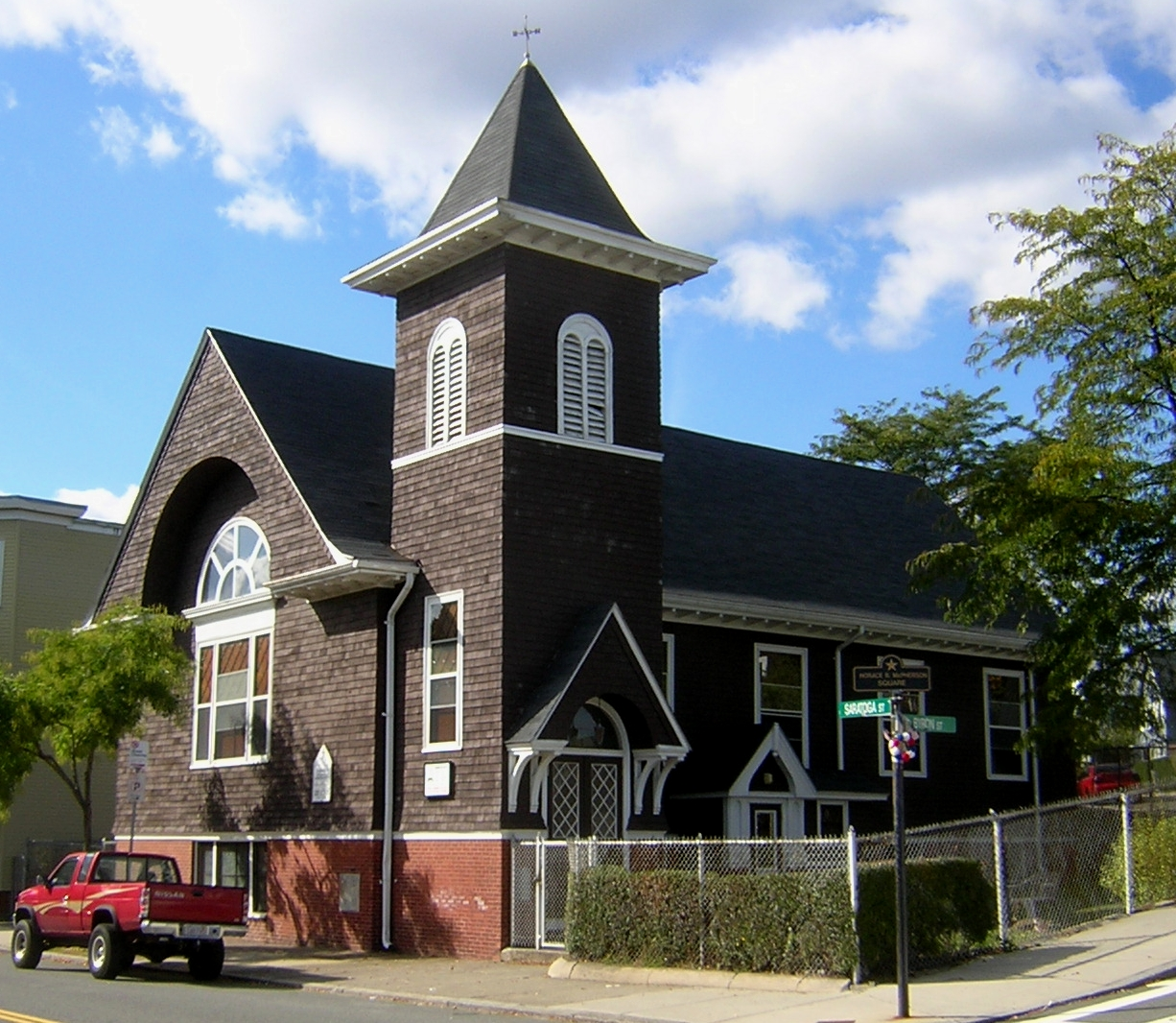
Baker Congregational Church
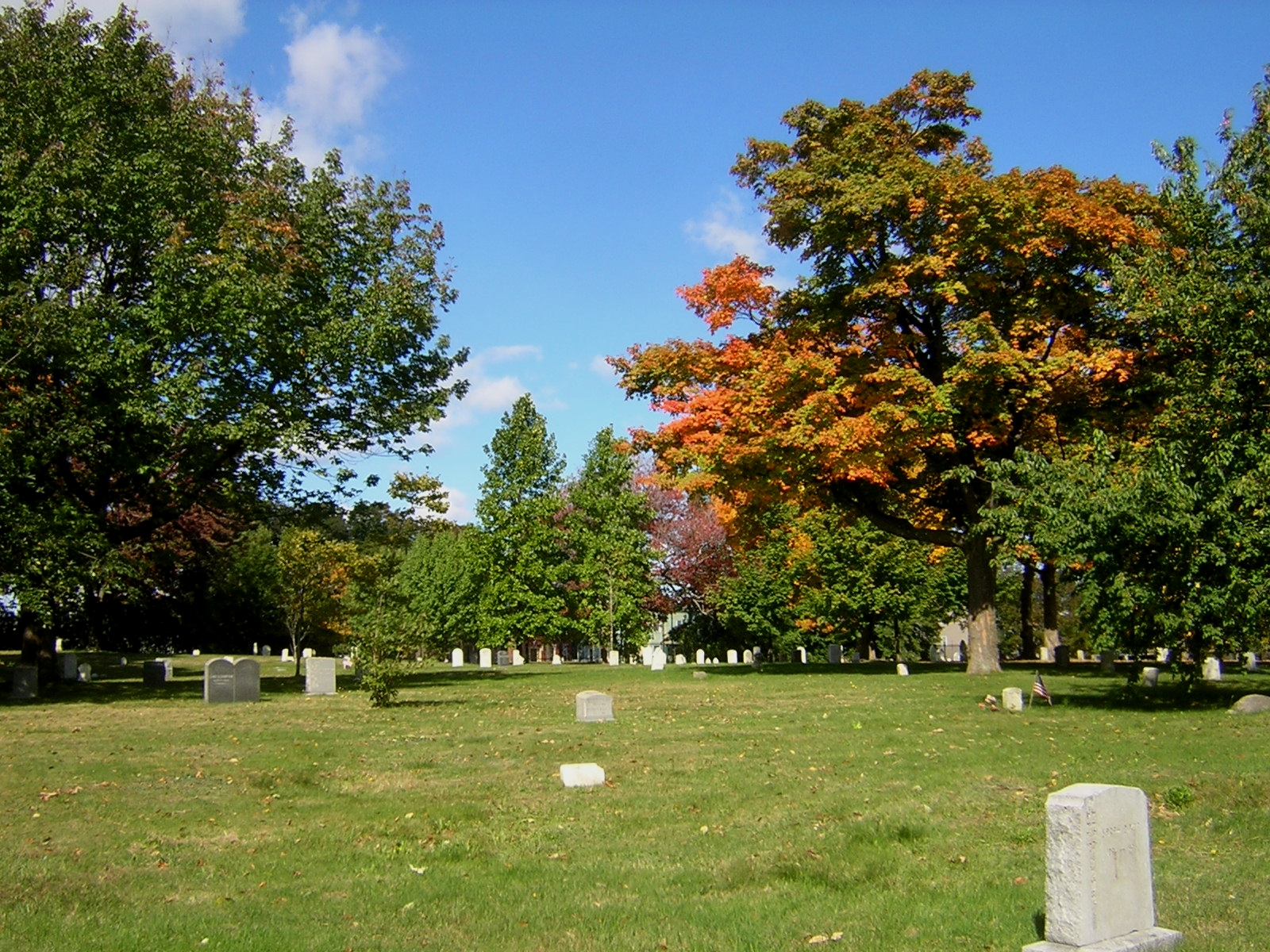
Bennington Street Burying Ground
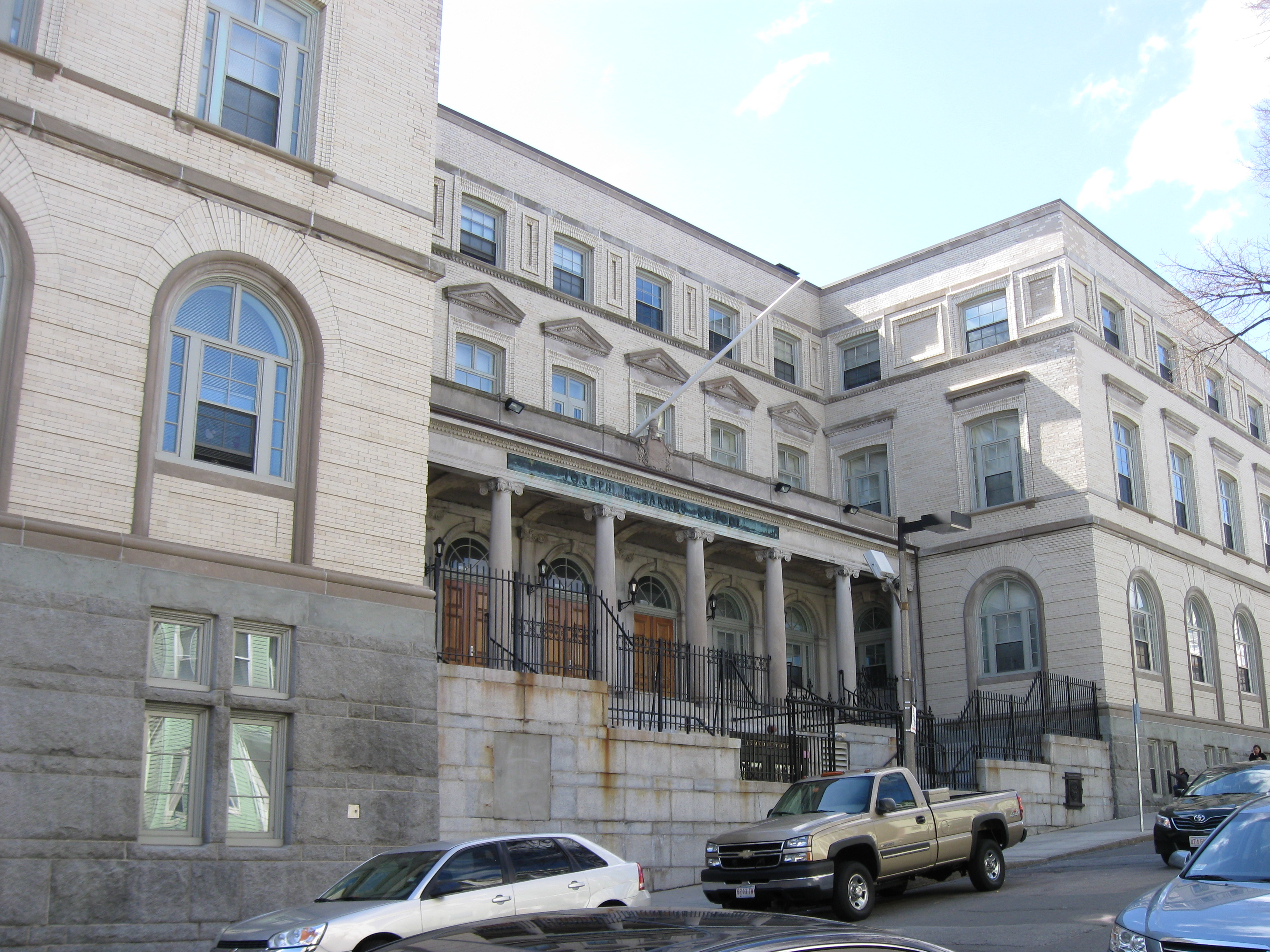
Old East Boston High School
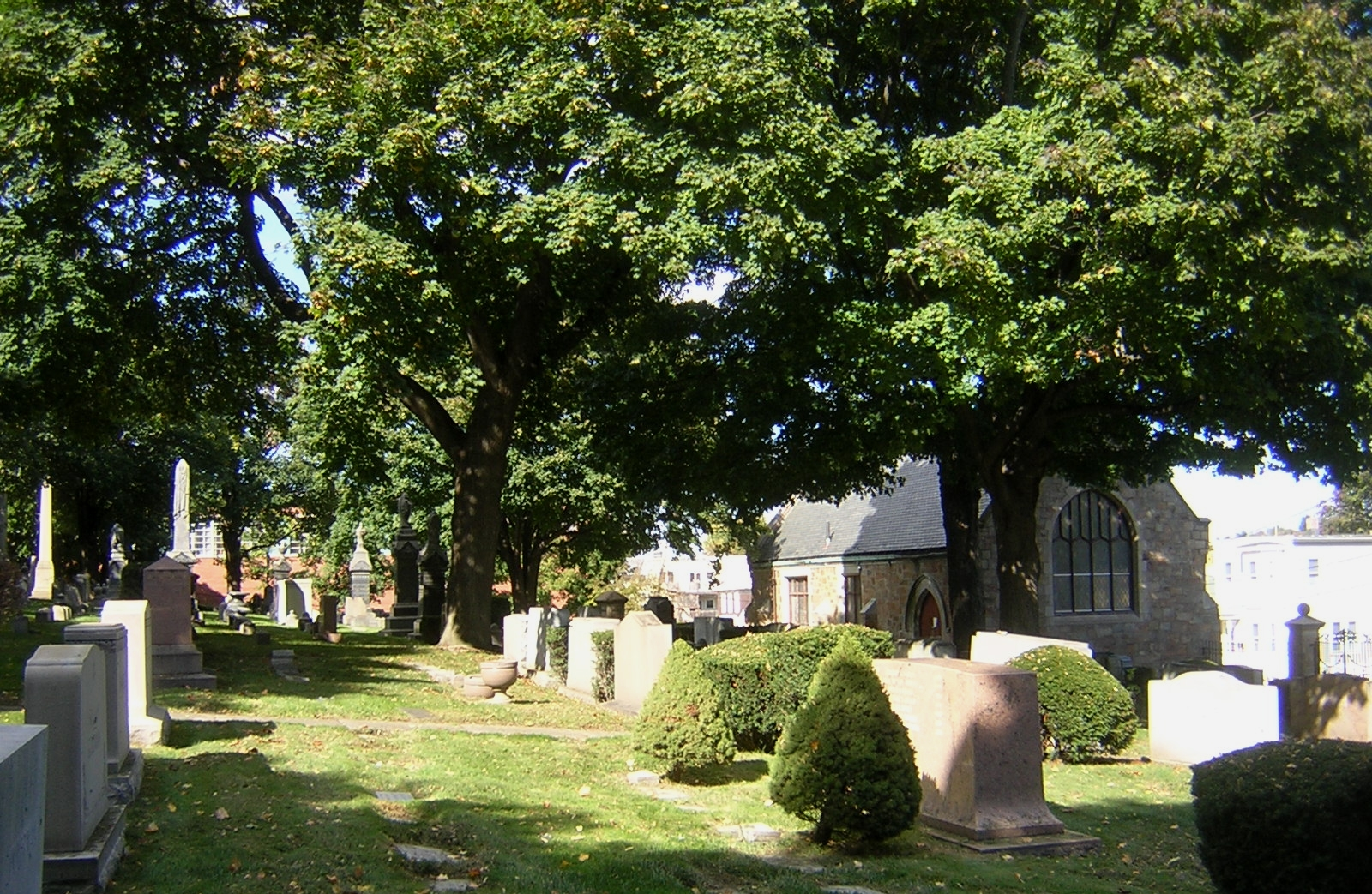
Temple Ohabei Shalom Cemetery

## Personnalités liées au quartier

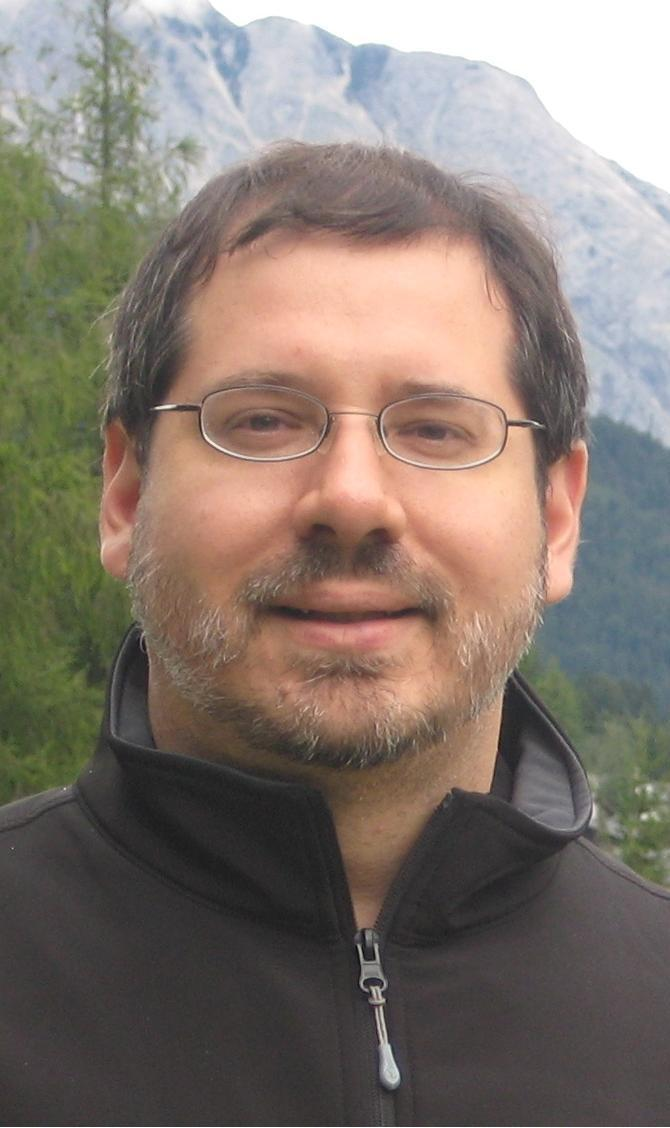
Leonardo Ciampa.

- Abby Howland Woolsey (1828-1893), son père Charles William Woolsey y a dirigé une entreprise de raffinerie du sucre
- John J. Douglass (en), (9 février 1873 - 5 avril 1939), membre de la Chambre des représentants des États-Unis
- Frank Greer, (26 février 1879 - 7 mai 1943), champion olympique de skiff aux Jeux olympiques d'été de 1904 à Saint-Louis.
- Helen Johns, (née le 25 septembre 1914), championne olympique du relais 4x100 mètres nage libre aux Jeux olympiques d'été de 1932 à Los Angeles.
- Gene Sharp (né le 21 janvier 1928), politologue américain connu pour ses nombreux écrits sur la lutte non-violente
- Tony Conigliaro (7 janvier 1945 - 24 février 1990), joueur de baseball des Red Sox de Boston.
- Leonardo Ciampa, né à East Boston le 17 janvier 1971, compositeur, organiste et pianiste d'origine italienne.